# BiC (Radsportteam)

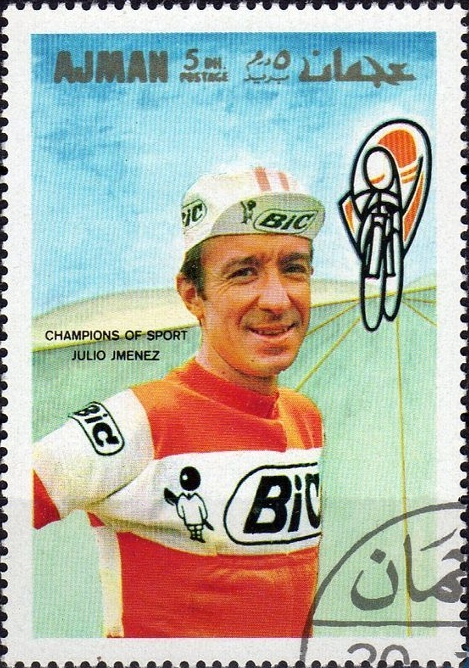
Julio Jiménez im Teamtrikot 1969 auf einer Briefmarke aus den Vereinigten Arabischen Emiraten

BiC war ein französisches Radsportteam, das von 1967 bis 1974 bestand. Größte Erfolge waren die Siege bei der Tour de France 1973, der Vuelta a España 1970, bei Paris–Roubaix 1971 sowie bei der Flandern-Rundfahrt 1972.

## Geschichte
Das Team wurde 1967 um Raphaël Géminiani gegründet. Im ersten Jahr konnte das Team dritte Plätze beim Giro d’Italia und bei Paris-Nizza, Platz 5 bei Paris-Tours und Platz 13 bei der Vuelta a España erwirken. 1968 wurde Platz 5 beim Giro d’Italia und Platz 9 bei der Vuelta a España erzielt. 1969 erreichte das Team Platz 3 bei Paris-Nizza, Platz 4 bei der Critérium du Dauphiné Libéré, Platz 5 bei der Vuelta a España und Platz 10 bei der Tour de France. Neben den zahlreichen Siegen kamen 1970 zweite Plätze bei der Baskenland-Rundfahrt, Paris-Nizza, Trofeo Baracchi, Escalada a Montjuïc, Omloop Het Volk, vierte Plätze bei Gent-Wevelgem und der La Flèche Wallonne und Platz 5 bei der Flandern-Rundfahrt hinzu. 1971 wurden dritte Plätze bei der Vuelta a España, dem Amstel Gold Race, der Meisterschaft von Zürich sowie  Platz 6 bei der Tour de France erreicht. 1972 belegte das Team Platz 3 bei Paris-Nizza, Platz 9 bei der Vuelta a España und Platz 12 bei der Tour de France. Neben den Erfolgen wurden Platz 2 bei der Vuelta a España, Platz 4 bei der Katalonien-Rundfahrt und Platz 5 bei Paris-Nizza belegt. 1974 erzielte das Team mit Platz 2 bei der Vuelta a España, dritte Plätze bei Bordeaux–Paris, der Baskenland-Rundfahrt, der Setmana Catalana und sechste Plätze bei der Flandern-Rundfahrt und der Tour de France. Nach der Saison 1974 löste sich das Team auf.
Hauptsponsor war der gleichnamige französische Hersteller von Kugelschreiber, Einwegfeuerzeuge und Einwegrasierer.

## Erfolge
1967
- eine Etappe Vuelta a España
- eine Etappe Giro d’Italia
- Amstel Gold Race
- eine Etappe Luxemburg-Rundfahrt
- eine Etappe Tour de l’Oise
- Französische Meisterschaften – Straßenrennen[3][4]

1968
- zwei Etappen Giro d’Italia
- zwei Etappen Vuelta a España
- zwei Etappen Luxemburg-Rundfahrt
- Gesamtwertung und eine Etappe Paris-Nizza
- Scheldeprijs
- Boucles de l’Aulne
- Französische Meisterschaften – Straßenrennen

1969
- drei Etappen Vuelta a España
- eine Etappe Critérium du Dauphiné Libéré
- Gesamtwertung und eine Etappe Baskenland-Rundfahrt
- eine Etappe Paris-Nizza
- Giro di Sardegna
- Tour du Condroz
- Tour de l’Oise

1970
- Gesamtwertung und fünf Etappen Vuelta a España
- Gesamtwertung und zwei Etappen Critérium du Dauphiné Libéré
- zwei Etappen Tour de France
- vier Etappen Katalonien-Rundfahrt
- drei Etappen Baskenland-Rundfahrt
- zwei Etappen Grand Prix Midi Libre
- eine Etappe Tour de l’Oise
- eine Etappe Setmana Catalana
- eine Etappe Paris-Nizza

1971
- vier Etappen Vuelta a España
- drei Etappen und  Teamwertung Tour de France
- Gesamtwertung und zwei Etappen Baskenland-Rundfahrt
- Gesamtwertung und zwei Etappen Katalonien-Rundfahrt
- Gesamtwertung und zwei Etappen À travers Lausanne
- Gesamtwertung und eine Etappe Tour de Corse cycliste
- Paris-Roubaix
- zwei Etappen Setmana Catalana
- zwei Etappen Vier Tage von Dünkirchen
- zwei Etappen Tour de la Nouvelle-France
- vier Etappen Portugal-Rundfahrt
- eine Etappe Tour de l’Oise
- eine Etappe Critérium du Dauphiné Libéré
- eine Etappe Grand Prix Midi Libre
- Trofeo Baracchi
- Grand Prix des Nations
- Tour du Condroz
- Omloop Vlaamse Scheldeboorden
- Boucles de l’Aulne
- Subida a Arrate
- Tour du Haut Var
- Gran Premio de Valencia
- Circuit du Port de Dunkerque
- Gran Premio di Lugano

1972
- Gesamtwertung und zwei Etappen Critérium du Dauphiné Libéré
- zwei Etappen Vuelta a España
- Flandern-Rundfahrt
- Gesamtwertung und eine Etappe GP de Fourmies
- Gesamtwertung und eine Etappe Luxemburg-Rundfahrt
- zwei Etappen Valencia-Rundfahrt
- zwei Etappen Paris-Nizza
- eine Etappe Vier Tage von Dünkirchen
- eine Etappe Tour de l’Oise
- eine Etappe Belgien-Rundfahrt
- Spanische Meisterschaften – Straßenrennen
- Französische Meisterschaften – Straßenrennen

1973
- Gesamtwertung,  Teamwertung und acht Etappen Tour de France
- Gesamtwertung und zwei Etappen Critérium du Dauphiné Libéré
- Gesamtwertung und zwei Etappen Luxemburg-Rundfahrt
- Gesamtwertung und eine Etappe Baskenland-Rundfahrt
- Gesamtwertung und eine Etappe Setmana Catalana
- Gesamtwertung und eine Etappe Belgien-Rundfahrt
- Tour de l’Oise
- zwei Etappen Portugal-Rundfahrt
- eine Etappe Paris-Nizza
- eine Etappe Katalonien-Rundfahrt
- Paris–Bourges
- Trophée des Grimpeurs
- Portugiesische Meisterschaften – Straßenrennen
- Luxemburgischer Meister – Straßenrennen

1974
- fünf Etappen Vuelta a España
- vier Etappen Valencia-Rundfahrt
- zwei Etappen Setmana Catalana
- eine Etappe Tour de France
- eine Etappe Vuelta a los Valles Mineros
- eine Etappe Critérium du Dauphiné Libéré
- eine Etappe Étoile des Espoirs
- eine Etappe Tour Méditerranéen

## Wichtige Platzierungen
| Grand Tour            | 1967 | 1968 | 1969 | 1970 | 1971 | 1972 | 1973 | 1974 |
| --------------------- | ---- | ---- | ---- | ---- | ---- | ---- | ---- | ---- |
| Vuelta a EspañaVuelta | 13   | 9    | 5    | 1    | 3    | 9    | 2    | 2    |
| Giro d’ItaliaGiro     | 3    | 5    | –    | –    | –    | –    | –    | –    |
| Tour de FranceTour    | –    | –    | 10   | 19   | 6    | 12   | 1    | 6    |

| Monument                 | 1967 | 1968 | 1969 | 1970 | 1971 | 1972 | 1973 | 1974 |
| ------------------------ | ---- | ---- | ---- | ---- | ---- | ---- | ---- | ---- |
| Mailand–Sanremo          | 28   | 2    | 7    | 14   | 8    | 45   | 14   | –    |
| Flandern-Rundfahrt       | 30   | 12   | 17   | 5    | 6    | 1    | 17   | 7    |
| Paris–Roubaix            | 13   | 4    | 11   | 7    | 1    | 11   | 3    | 19   |
| Lüttich–Bastogne–Lüttich | 20   | 4    | –    | 13   | 17   | 6    | 7    | 24   |
| Lombardei-Rundfahrt      | 15   | 20   | 9    | 7    | 15   | –    | –    | –    |

## Bekannte Fahrer
- Jacques Anquetil (1967–1969)
- Rolf Wolfshohl (1967–1969)
- Lucien Aimar (1967–1969)
- Julio Jiménez (1967–1968)
- Jean Stablinski (1967)
- Charly Grosskost (1968–1972)
- Jean-Marie Leblanc (1969–1971)
- Luis Ocaña (1970–1974)
- Leif Mortensen (1970–1974)
- Gerben Karstens (1974)